# Square Depression
Bei Square Depression (Quadratische Senkung) handelte es sich um ein Kunstwerk, das im Rahmen der Skulptur.Projekte 2007 in Münster aufgebaut worden ist. Das Werk wurde vom amerikanischen Künstler Bruce Nauman entworfen und befand sich auf dem naturwissenschaftlichen Campus der Westfälischen Wilhelms-Universität, direkt vor dem Gebäude des Instituts für Kernphysik. 2020 musste es einem Bauprojekt weichen.

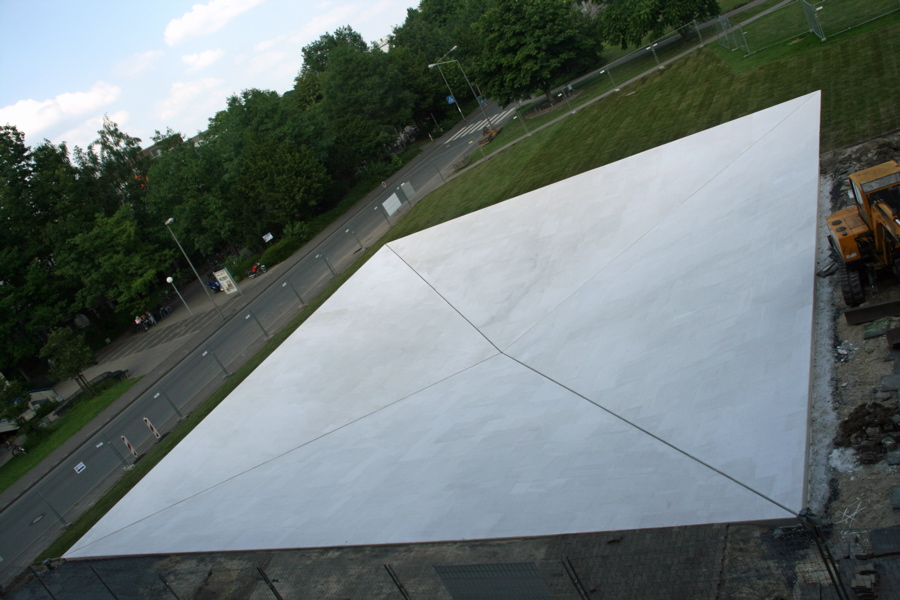
Baustelle der Square Depression 10 Tage vor Ausstellungseröffnung

## Beschreibung und Geschichte
Es handelt sich um eine umgekehrte Pyramide aus weißem Beton mit einer Kantenlänge von 25 Metern, die eine maximale Tiefe von 2,30 Metern erreicht. Dem Betrachter, der die Skulptur betritt, soll sich Square Depression als negative Bühne darstellen. Die Wirkung des Werks stellt sich dann ein, wenn man im Zentrum, am niedrigsten Punkt, steht. Dort befindet man sich so tief unten, dass man den Horizont nicht mehr sehen kann. Der abstrakte Begriff "Depression" – zu Deutsch "Absenkung" – erklärt sich so auf physische Weise und wird erfahrbar.
Das Werk war bereits für die Skulpturenausstellung 1977 geplant, konnte aber erst zur Ausstellung 2007, also 30 Jahre später realisiert werden.
Im November 2020 wurde das Kunstwerk abgerissen.

## Rückbau und mögliche Neuerrichtung
Bereits 2015 begann die Westfälische Wilhelms-Universität mit Planungen für einen Ersatzneubau des nördlich des Kunstwerks gelegenen Physikalischen Instituts (IG 1). Im Sommer 2020 gab die Universität bekannt, dass das neue Gebäude sich dabei auch über die Grundstücksfläche von Square Depression erstrecken solle und ein Abriss somit unvermeidbar sei. In Absprache mit dem Künstler und der Universitätsleitung sei eine Neuerrichtung des Werkes in unmittelbarer Nähe des naturwissenschaftlichen Zentrums geplant, jedoch ohne dabei einen genauen Ort oder Zeitpunkt für die Neuerrichtung zu nennen. Mit den Abrissarbeiten wurde Anfang November 2020 begonnen.

## Kritik
Im Vorfeld der Ausstellung wurde Square Depression insbesondere von Studierenden und Mitarbeitern der umliegenden Institute dafür kritisiert, dass eine der letzten Grünflächen auf dem Campus einbetoniert wurde.